# 卢卡 (德国)
卢卡（德語：Lucka，發音：[ˈlʊka] ⓘ）是德国图林根州阿尔滕堡地区县的城市，面积12.93平方千米，2023年12月31日人口为3,500人。